# Ворыпаевка
Ворыпаевка — деревня в городском округе Коломна Московской области. Население — 72 чел. (2021). До 2017 года относилась к Проводниковскому сельскому поселению Коломенского района.

## География
Деревня Ворыпаевка расположена на реке Костёрке примерно в 4 км к северо-западу от города Коломны. В 3 км к северо-востоку от деревни проходит Новорязанское шоссе, а в 700 м к югу — Малинское шоссе. Ближайшие населённые пункты — деревни Морозовка, Шапкино и Молитвино.

## Подворные переписи
1577-78 гг.
За Нежданом Даниловым сыном Ворыпаева, а преж того в поместье было за Фёдором за Луниным: жеребей пуст. Бебеевскіе, на рчк. иа Бибеевке да на Костерке, а в ней пашни сер. земли 10 четьи, добр. землёю 8 четьи, да пер. 15 четьи, добр, землёю 12 четьи, и обоего пашни и пер. добр. землёю с наддачею 20 четьи в пол, а в дву потомуж, сена ставилось по рчк. по Костерке и по Бибеевке 40 коп.(Писцовыя
книги Московскаго государства XVI века. Подъ редакціею Н. В. Калачова. Ч. 1.1872. Отделение I., стр. 358)
Жеребей пуст. Бибеевские, на рчк. на Бибеевке да на Костерке, что
осталось за мерою у Неждана Данилова сына Ворыпаева Федоровского поместья Лунина: пашни пер.сер. земли 10 четьи, да пер. же кусторем и лесом поросло в тычъ и в колъ 27 четьи с осм. в пол, а в дву потомуж, и обоего пер. и кусторем и лесом поросло добр. землёю с наддачею
30 четьи в пол. а в дву потомуж, сена ставилось по рчк. по Костерке и по Биб(е)евк 60 коп.
(Писцовыя книги Московскаго государства XVI века. Подъ редакціею Н. В. Калачова. Ч. 1. 1872. Отделение I., стр. 371—372)
1646 год.
За Львом Ивановым сыном Ворыпаевым деревня, что была пустошь Бабеевка… Всего двор бобыльский, людей в нём один, а та деревня вселилась после писцов.
РГАДА Ф.1209-1-9274, л.83об. (Переписная книга г. Коломны и уезда 1646-47 гг.)
1715 год.
За Петром Львовым сыном Вырыпаевым селцо Бабеевка
РГАДА Ф.350-1-197, л.302об.
1757 год.
Селцо Морозовка в вотчине сержанта Андрея Иванова сына Вырыпаева
ЦИАМ (203-747-252, т.1)
Подворная перепись 1869—1871 сельца Ворыпаевки Непецынской волости
(Фонд 184, опись 10, дело 2215, л.107, 107об.):
«Всего в сельце 34 семьи, живущих в 29 деревянных домах. Всего крестьяне держат 20 лошадей, 18 коров, 50 голов мелкого скота. В сельце нет ни школы, ни больницы, ни других общественных заведений».
Исповедные ведомости Коломенского уезда (фонд 203, опись 747): «В 1829 году сельцо Ворыпаевка, Бабаевка тож относилось к приходу села Андреевского Успенской церкви и принадлежало помещику Ивану Михайлову Фролову».
В 1840 году сельцо Ворыпаевка относилось к приходу села Андреевского Успенской церкви и принадлежало помещику Ивану Михайлову Фролову 56 лет, жене его Екатерина Фёдорова 54, дочь их Софья 29, мать его капитанша Матрёна Герасимова Денисова 83.
С 1845 по 1853 годы сельцо Ворыпаевка относилось к приходу села Андреевского Успенской церкви и принадлежало помещику коллежскому асессору Ивану Михайлову Фролову.
В 1860 году сельцо Ворыпаевка относилось к приходу села Андреевского Успенской церкви и принадлежало Фроловым, которые жили в сельце, так как они были перечислены в исповедной ведомости — Фролов Пётр Иванов 48 лет и сестра его девица Софья 50 лет.

## Население
| 2002 | 2006 | 2010 | 2021 |
| ---- | ---- | ---- | ---- |
| 16   | ↗19  | ↗22  | ↗72  |

## Улицы
В деревне Ворыпаевка расположены следующие улицы и объекты:
- ул Весенняя
- ул Луговая
- ул Парковая
- снт Радуга
- снт Родник
- снт Рябинка
- снт Сентябрь